# Nihombashi (métro de Tokyo)
Nihombashi (日本橋駅, Nihonbashi-eki) est une station du métro de Tokyo sur les lignes Ginza, Tōzai et Asakusa dans l'arrondissement de Chūō à Tokyo. Elle est exploitée conjointement par le Tokyo Metro et le Bureau des Transports de la Métropole de Tokyo (Toei).

## Situation sur le réseau
La station Nihombashi est située au point kilométrique (PK) 8,6 de la ligne Ginza, au PK 13,0 de la ligne Asakusa et au PK 11,5 de la ligne Tōzai.

## Histoire
La station a été inaugurée le 24 décembre 1932 par la Tokyo Underground Railway sur ce qui deviendra la ligne Ginza.

## Services aux voyageurs

### Accès et accueil
La station est ouverte tous les jours.
La station de la ligne Ginza au 2e sous-sol était à l'origine un quai central desservant deux voies, mais la saturation de ce dernier a conduit à la construction en 1984 d'un quai supplémentaire en direction de Shibuya.
La station de la ligne Tōzai au 3e sous-sol se compose d'un quai central desservant deux voies, tandis que la station de la ligne Asakusa au 2e sous-sol se compose de deux quais latéraux encadrant deux voies.
En moyenne, 174 752 voyageurs ont fréquenté quotidiennement la station en 2015 (côté Tokyo Metro).

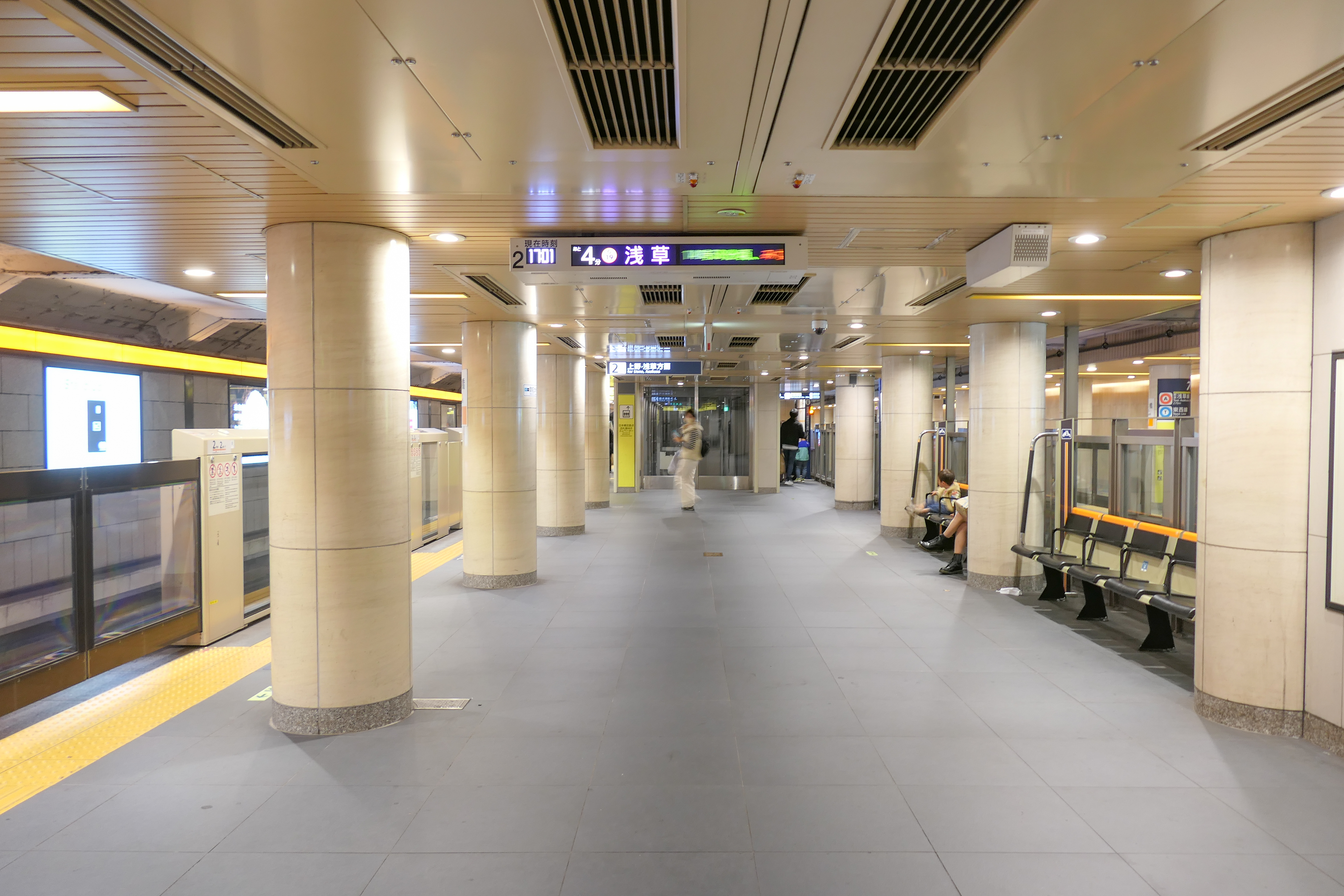
Quais de la ligne Ginza
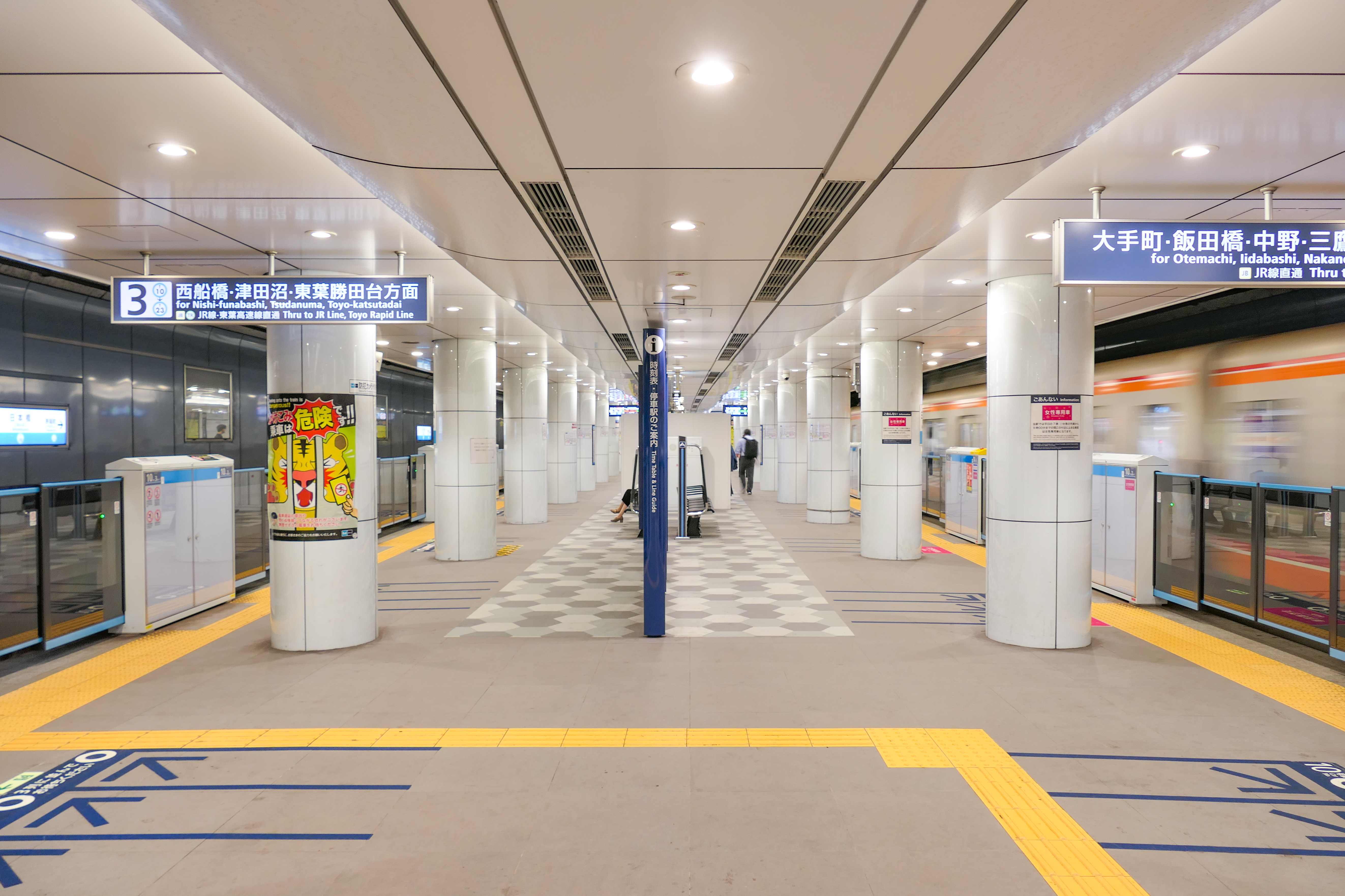
Quai de la ligne Tōzai
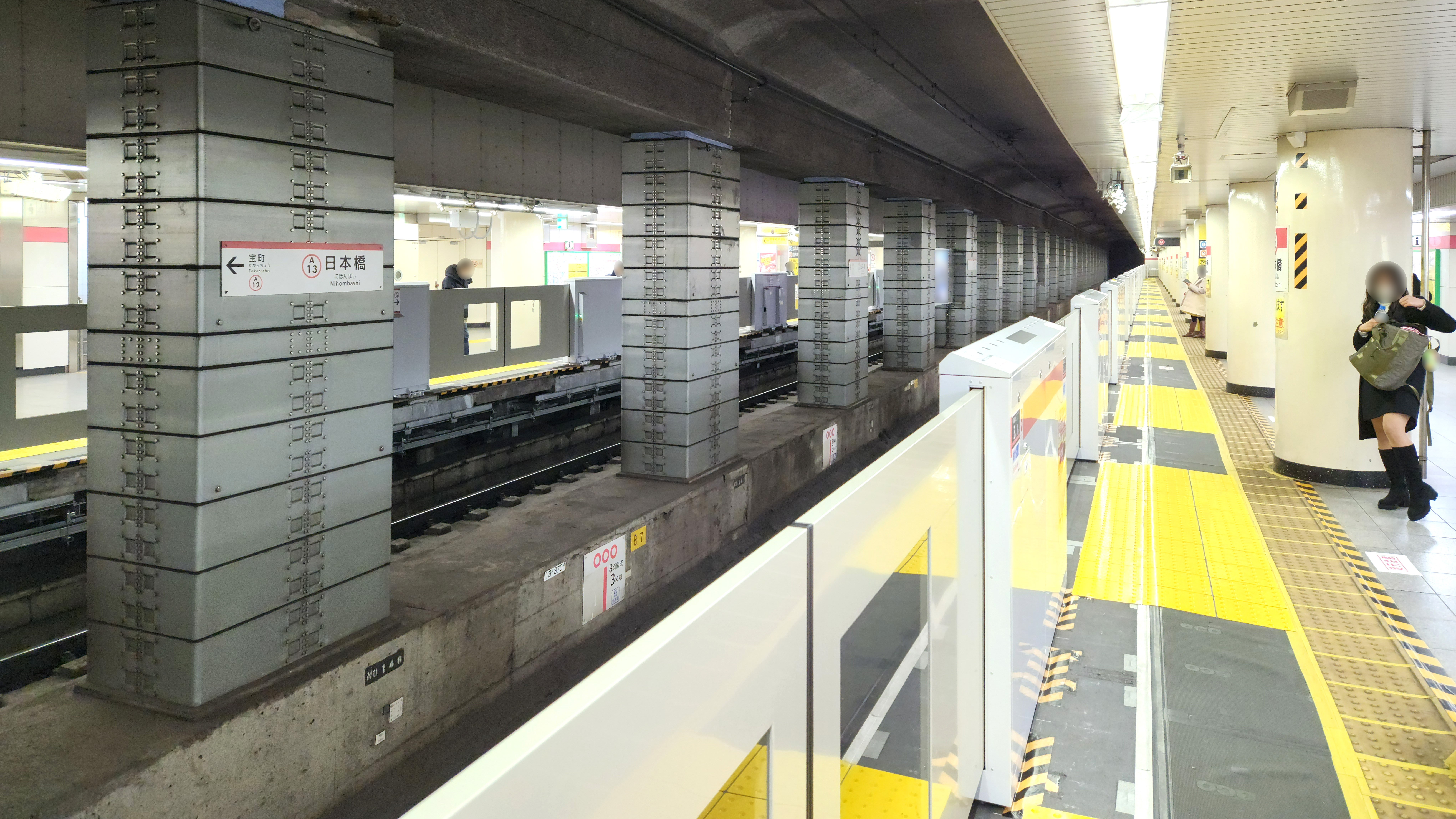
Quais de la ligne Asakusa

### Desserte
- Ligne Ginza :
  - voie 1 : direction Shibuya
  - voie 2 : direction Asakusa
- Ligne Tōzai :
  - voie 3 : direction Nishi-Funabashi (interconnexion avec la ligne Tōyō Rapid pour Tōyō-Katsutadai ou la ligne Chūō-Sōbu pour Tsudanuma)
  - voie 4 : direction Nakano (interconnexion avec la ligne Chūō-Sōbu pour Mitaka)
- Ligne Asakusa :
  - voie 1 : direction Sengakuji (interconnexion avec la ligne principale Keikyū pour Shinagawa et l'aéroport de Haneda) ou Nishi-Magome
  - voie 2 : direction Oshiage (interconnexion avec la ligne principale Keisei pour Inba-Nihon-Idai, Shibayama-Chiyoda ou l'aéroport de Narita)

## À proximité
- Nihombashi